# Calrose
Il Calrose è una varietà di riso a chicco medio. Appartenente alla sottospecie Oryza sativa japonica, questa cultivar è nota per essere stata la varietà su cui si è fondata l'industria del riso californiana.

## Storia

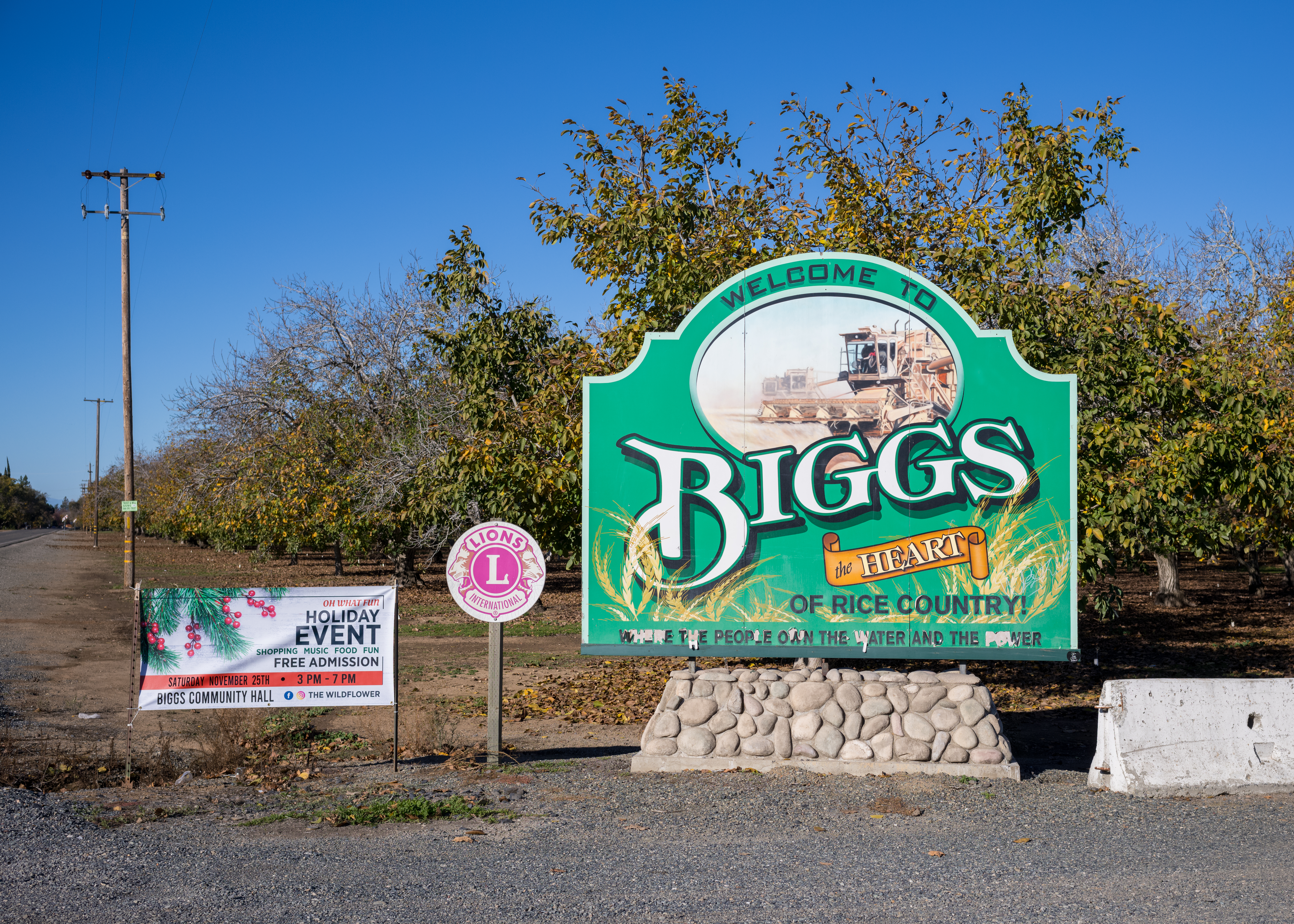
Un'insegna della città di Bigg, in California, che recita "the heart of rice country"

La varietà Calrose (USDA # C.I. 8988) è stata sviluppata negli anni 1940 presso la Rice Experiment Station, vicino a Biggs, in California. In particolare, essa è stata ottenuta incrociando tra loro le varietà Caloro e Calady - quest'ultima una varietà a chicco medio derivante a sua volta da un incrocio ottenuto in California tra le varietà Caloro e Lady Wright, una varietà a chicco lungo selezionata in Louisiana - e quindi incrociando la varietà ottenuta nuovamente con la Caloro.

Nel 1948, la Calrose, il cui nome fu creato come omaggio alla California, nel prefisso "Cal", e in omaggio alla Blue Rose, una varietà coltivata in Louisiana dallo stesso sviluppatore della Lady Wright, nel suffisso "Rose", fu quindi immessa sul mercato californiano, guadagnando via via popolarità tra i coltivatori, i commercianti e i consumatori. Nel 1960, il 30% del terreno californiano coltivato a riso vedeva l'utilizzo della Calrose, e la percentuale era salita al 70% nel 1970; alla fine degli anni 1970 la Calrose era diventata la varietà di riso più utilizzata dello Stato ed era stata associata alla specifica preparazione di alcune pietanze non solo entrate nella tradizione degli Stati Uniti d'America, ma anche della regione Pacifica.
Nel anni 1970 furono sviluppate e immesse sul mercato nuove varietà di riso, create a partire dal chicco Calrose, dalle caratteristiche di cottura e lavorazione sempre migliori. Inizialmente commercializzate assieme alla Calrose originaria, con la quale venivano mescolate in fase di stoccaggio, le nuove varietà hanno preso via via il sopravvento su quest'ultima grazie alle loro prestazioni superiori a molti livelli. Sebbene l'originaria varietà di Calrose non venga quindi oggi più coltivata, il suo nome è comunque diventato un nome generico commercialmente riconosciuto per il riso a grano medio di tipo californiano, e l'80% del riso prodotto in California è oggi costituito da varietà commercializzate con tale nome.

## Descrizione
Il riso Calrose ha caratteristiche agronomiche simili a quelle del Caloro ma i suoi chicchi sono più trasparenti e sono più adatti alla macinazione rispetto al Caloro, inoltre esso ha una consistenza vetrosa simile a quella del Blue Rose.

## Disponibilità e utilizzo
Oltre che in California, dove costituisce l'80% del riso prodotto e commercializzato, il riso Calrose viene coltivato anche in altre aeree del mondo in cui si ha un clima adatto al suo sviluppo, come ad esempio in Australia, dove è stato introdotto nel 1952.
Particolarmente diffuso nella regione Pacifica, il Calrose ha un contenuto di amido leggermente più elevato rispetto alle altre varietà di riso della sottospece japonica; una proprietà che, contribuendo alla sua caratteristica consistenza morbida e appiccicosa, lo rende ottimo per la preparazione di vari piatti, come il sushi, piatto tipico della cucina giapponese oggi diffuso in tutto il mondo, e il chukuchuk, piatto tipico della cucina marshallese costituito da palline di riso Calrose cotto al vapore ricoperte di polpa di cocco grattugiata.